# ماتيلد هالس
ماتيلد هالس (بالدنماركية: Mathilde Halse)‏ هي لاعبة كرلنغ دنماركية، ولدت في 2 مايو 1999 في الدنمارك في مملكة الدنمارك.

## وصلات خارجية
- ماتيلد هالس على موقع الاتحاد الدولي للكرلنغ (الإنجليزية)
- ماتيلد هالس على موقع اللجنة الأولمبية الدولية (الإنجليزية)
- ماتيلد هالس على موقع أوليمبيديا (الإنجليزية)